# Fraaisteelmycena
De fraaisteelmycena (Mycena inclinata) is een paddenstoel uit de familie Mycenaceae.  Hij leeft saprotroof en groeit in bundels op hout van dode stronken (van eik en soms beuk) in loof- en gemengde bos.

## Kenmerken
Hoed
De hoed heeft een diameter van 1 tot 4 cm. Bij jonge exemplaren is de vorm paraboloïde tot gewelfd, bij oudere exemplaren wordt deze meer klokvormig met een bultje. De hoed is fijngestreept en kastanjebruin van kleur. De hoedrand is gekarteld en steekt iets buiten de lamellen.
Lamellen
De lamellen zijn aan de steel gehecht en wit tot roze van kleur.
Steel
De steel is lang en dun. Hij heeft een lengte van 5 tot 10 cm en een dikte van 1,5 tot 4 mm. De dikte is ongeveer gelijk aan de boven- en onderkant. Over het algemeen is de steel 2 tot 3 maal zo lang als de diameter van de hoed. De steel is wittig berijpt en heeft een kleurverloop van bovenaan wit, via bruinoranje, naar donkerbruin. Het onderste deel van jonge stelen is bedekt met witte vlekjes. De basis van de steel is bedekt met een geelachtig mycelium dat tot een derde van de lengte van de steel kan zijn.
Sporen
De sporen zijn wit van kleur en hebben een afmeting van 7–9 × 5–6,5 μm.

## Verspreiding
De fraaisteelmycena komt in Nederland algemeen voor. Hij komt met name aan de kust en in het oosten van het land voor in de maanden september t/m oktober.

## Taxonomie
De soort werd voor het eerst beschreven in 1838 als Agaricus inclinatus door Elias Magnus Fries.
Op grond van de huidige kennis zijn ook Agaricus galericulatus var. calopus Fr. (1873) en Mycena galericulata var. calopus (Fr.) P.Karst. (1879) synoniemen voor Mycena inclinata.

## Foto's

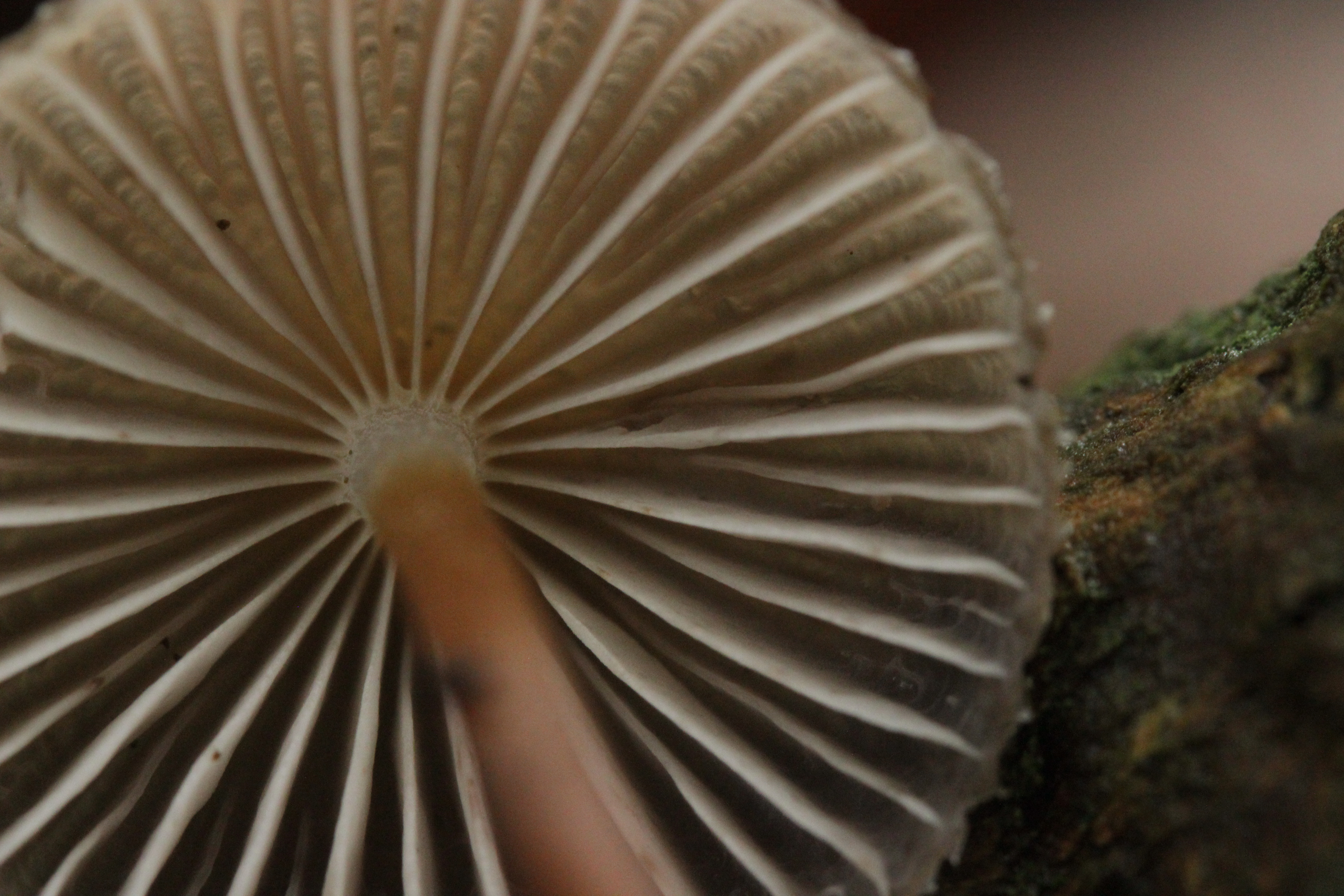
Lamellen
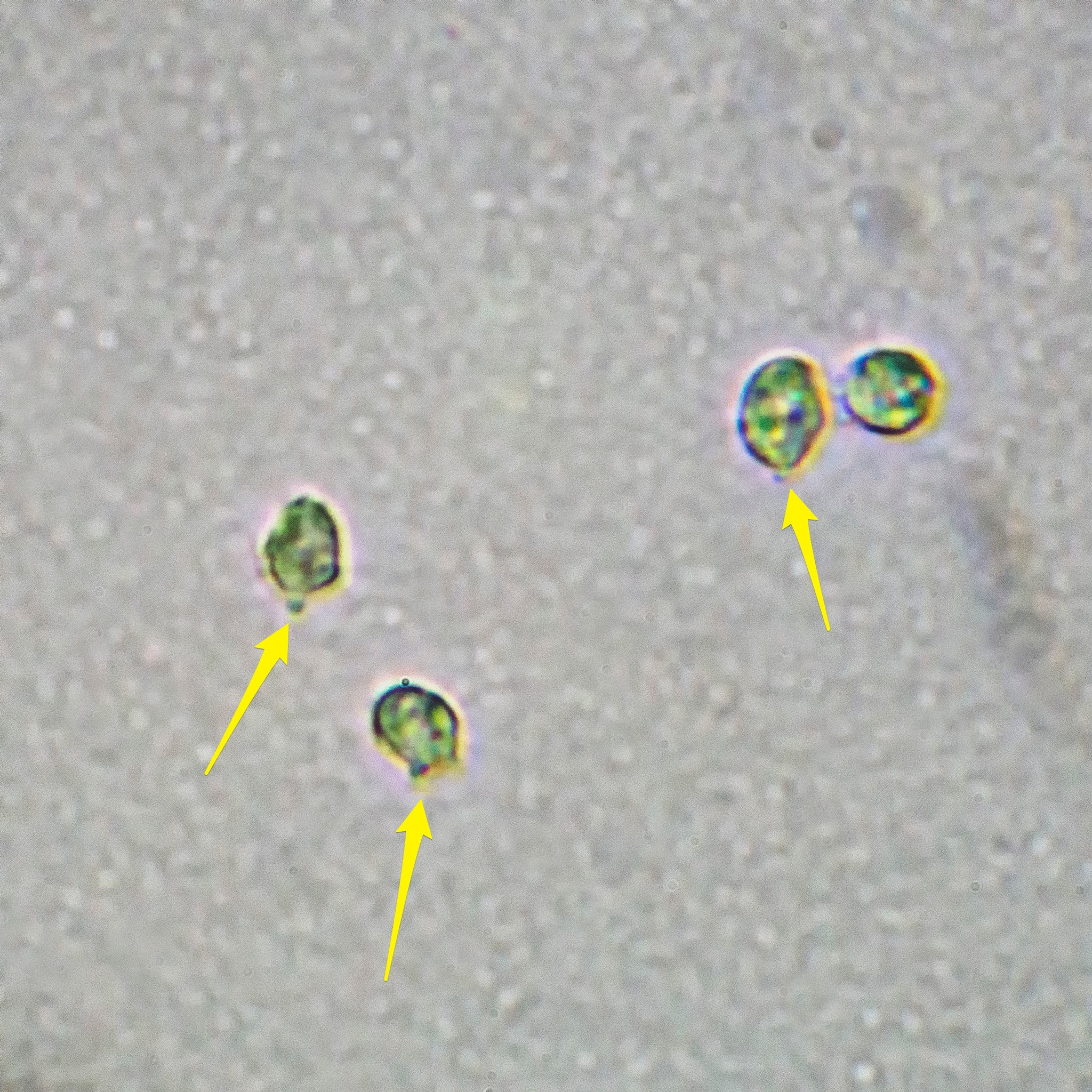
Sporen
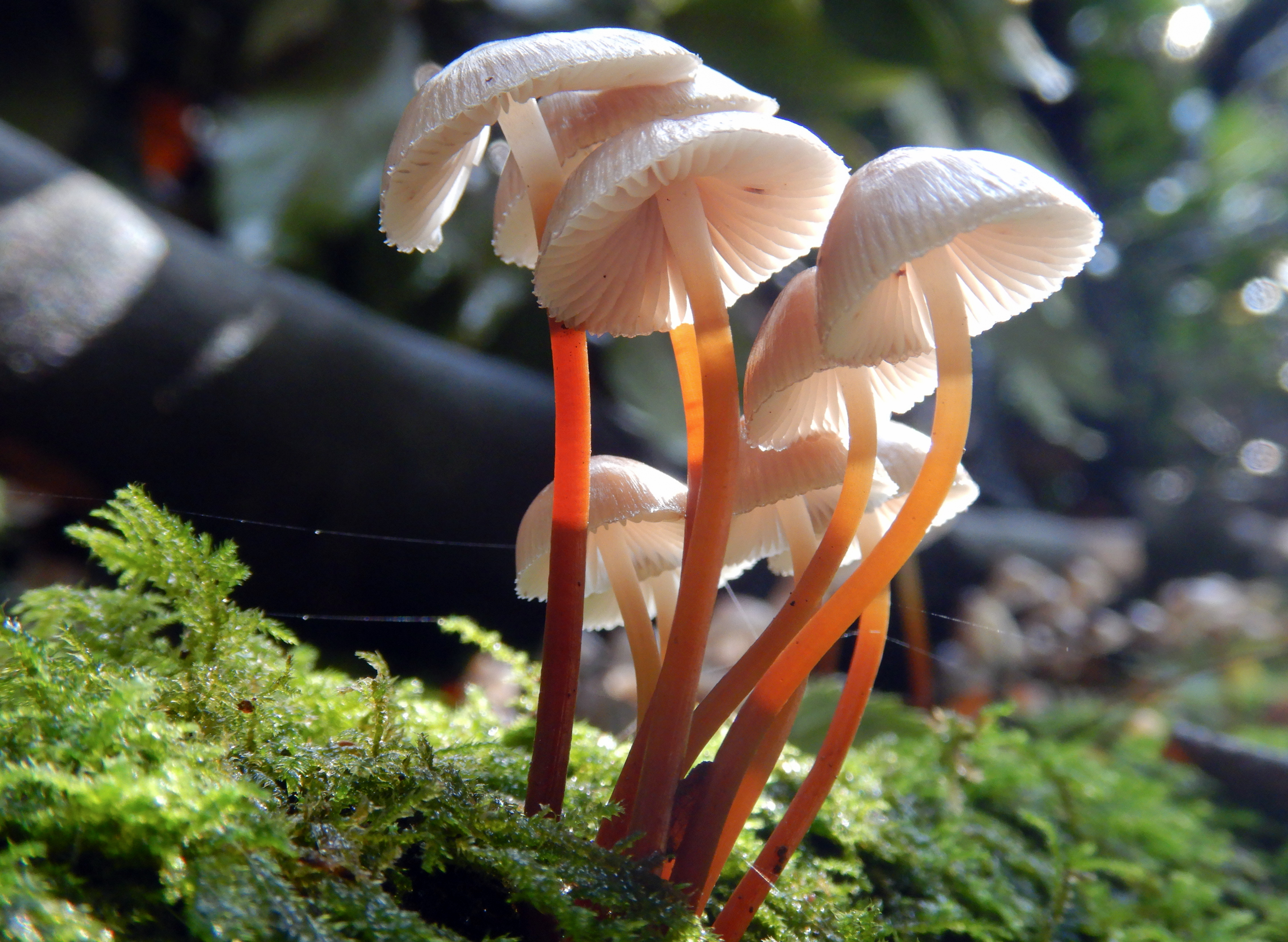
Steel